# مالاکیت کوهی
مالاکیت کوهی (نام علمی: Chlorolestes fasciatus) نام یک گونه از سرده مالاکیت‌ها است.